# Gausón
Gausón, según el padre Luis Alfonso de Carvallo (1571-1635) en su cronicón del siglo XVII Antigüedades y cosas memorables del Principado de Asturias, fue uno de los caudillos de los astures, en lucha por la independencia contra los romanos. Habría dirigido a los astures en las guerras de los años 29 y 27 a. C., sobreviviendo a la guerra del año 26.
Sin embargo no existe mención alguna en las fuentes clásicas sobre él, de manera que es imposible atribuir historicidad a este personaje solamente en función de una crónica del siglo XVII.
También según el padre Carvallo, Tirso de Avilés haría mención a una inscripción encontrada en el castillo de Tudela, en las proximidades de Oviedo, con el siguiente texto:
| O nobiles et supervi astures, quos romani vincere vix potuere, liset Gauson superato. | "¡Oh nobles y soberbios astures, a quienes los romanos apenas pudieron vencer, aún después de vencido Gausón! |

No obstante, esta presunta inscripción, además de desconocida, presenta un latín sospechoso y extraño al habitual que se encuentra en la epigrafía romana.
También cita Carvallo, y tampoco existe, una inscripción en Tarragona, con el texto:

Genio Conventus Asturicensis

que Carvallo tomaba ingenuamente por un homenaje romano a Gausón.
Esta es la justificación que hace Carvallo de sus fuentes, al respecto de Gausón y de otros dos caudillos astures que también menciona:

De esta división de la gente en tres partes, para recibir las tres en que venía repartido el Ejército Romano, hacen muy particular mención Lucio Floro, y Orosio alabando al buen consejo que tomaron pero el nombre de estos tres Capitanes solo lo hallé en una cláusula que el Maestro Custodio trasladó de Lotario, libro antiguo que tenía en su libraría, y para los curiosos me pareció trasladarla aquí: Astures vero, quoniam tres Legatos, videlicét Carisium, Antistium, Firmium com Legionibus fuis in triamma divisos adventare audierant, rutotam Provinciam repente caperent; tribus aqué aminibus instrutis Vallimigressibus, in gentes bostium copias excipere moliti sunt, itaque ad Recarum Loranto; ad montes Ebraseos Assuromissis; fortissimus Dux Gauson a Lancia discedens ad flumen Asturum.

Como curiosidad habría que nombrar la existencia del Castillo de Gauzón, eminente fortaleza del Reino de Asturias, y el concejo de Gozón, que mantienen raíces similares aunque no existe documentación que establezca relación entre el mítico Gausón de Carvallo.
- Datos: Q5196159